# Клёйн, Пепейн
Пепе́йн Клёйн (нидерл. Pepijn Kluin; род. 23 апреля 1990, Андейк, Северная Голландия) — нидерландский футболист, игравший на позиции нападающего. Ранее выступал за команды «Гронинген», «Зволле», «Вендам», «Рейнсбюргзе Бойз», АФК и различные юношеские сборные Нидерландов.

## Клубная карьера
Спортивную карьеру Пепейн Клёйн начинал в футбольной секции родного города Андейка, а затем оказался в клубе «Холландия» из города Хорн. Там нападающего заметили скауты клуба АЗ и вскоре Клёйн пополнил состав их юношеской команды.
В августе 2008 года Пепейн перешёл в клуб «Гронинген», подписав с командой контракт до 30 июня 2010 года. В первой команде Клёйн дебютировал 12 ноября в матче Кубка Нидерландов против «Телстара», закончившимся крупной победой «Гронингена» со счётом 0:3.
В Эредивизи Пепейн впервые сыграл 4 февраля 2009 года в матче против клуба НЕК. В домашней игре «Гронинген» одержал победу со счётом 2:0. Сразу после этого, Клёйн получил вызов в молодёжную сборную Нидерландов до 19 лет. Дебют нападающего состоялся 11 февраля в товарищеском матче против сборной Бельгии, завершившимся поражением нидерландцев со счётом 1:0. До этого Пепейн уже выступал за различные юношеские сборные Нидерландов.
В дебютном сезоне он сыграл пять матчей в чемпионате, а также сыграл одну игру в Кубке Нидерландов. Однако в заявку клуба на сезон 2009/10 Клёйн не попал, поэтому ему пришлось выступать за молодёжный состав.
В конце мая 2010 года Пепейн перешёл в клуб «Зволле», контракт с игроком был подписан на два года. В первом дивизионе Клёйн дебютировал 13 августа в матче против «Эммена», завершившимся гостевой победой «Зволле» со счётом 0:3. Свой первый гол за клуб молодой нападающий забил 14 января 2011 года в игре с «Эмменом».
Летом 2011 года он перешёл в «Вендам», с которым подписал двухлетний контракт. Дебютную игру за клуб Пепейн сыграл 5 августа против «Виллема II», а первый гол забил только спустя три месяца месяца. За сезон нападающий отметился лишь тремя забитыми голами в двадцати четырёх матчах.
В мае 2012 года Клёйн попросил руководство клуба расторгнуть с ним действующий ещё год контракт, так как хотел полностью сконцентрироваться на учёбе. Позже стало известно, что нападающий продолжит карьеру в клубе «Рейнсбюргзе Бойз», выступающим в Топклассе. В составе клуба Клёйн дебютировал 18 августа в матче против ХХК, а в следующем матче он отметился дублем в ворота клуба «Экселсиор ’31». В январе 2013 Клёйн объявил, что со следующего сезона будет выступать за команду из Амстердама — АФК. За сезон он забил за «Рейнсбюргзе Бойз» 6 мячей в 19 матчах Топклассе.
В январе 2017 года Пепейн объявил о завершении игровой карьеры

## Статистика выступлений
| Клуб             | Сезон            | Чемпионат | Чемпионат | Кубок Нидерландов | Кубок Нидерландов | Итого | Итого |
| Клуб             | Сезон            | Игры      | Голы      | Игры              | Голы              | Игры  | Голы  |
| ---------------- | ---------------- | --------- | --------- | ----------------- | ----------------- | ----- | ----- |
| Гронинген        | 2008/09          | 5         | 0         | 0                 | 0                 | 5     | 0     |
| Гронинген        | Итого            | 5         | 0         | 0                 | 0                 | 5     | 0     |
| Зволле           | 2010/11          | 9         | 1         | 0                 | 0                 | 9     | 1     |
| Зволле           | Итого            | 9         | 1         | 0                 | 0                 | 9     | 1     |
| Вендам           | 2011/12          | 24        | 3         | 1                 | 0                 | 25    | 3     |
| Вендам           | Итого            | 24        | 3         | 1                 | 0                 | 25    | 3     |
| Рейнсбюргзе Бойз | 2012/13          | 19        | 6         | 4                 | 1                 | 23    | 7     |
| Рейнсбюргзе Бойз | Итого            | 19        | 6         | 4                 | 1                 | 23    | 7     |
| АФК              | 2013/14          | 30        | 14        | 2                 | 0                 | 32    | 14    |
| АФК              | 2015/16          | 7         | 2         | 0                 | 0                 | 7     | 2     |
| АФК              | 2016/17          | 2         | 0         | 1                 | 1                 | 3     | 1     |
| АФК              | Итого            | 39        | 16        | 3                 | 1                 | 42    | 17    |
| Всего за карьеру | Всего за карьеру | 96        | 26        | 8                 | 2                 | 104   | 28    |